# NGC 4601
NGC 4601 is een balkspiraalstelsel in het sterrenbeeld Centaur. Het hemelobject werd op 8 juni 1834 ontdekt door de Britse astronoom John Herschel.

## Synoniemen
- ESO 322-50
- MCG -7-26-26
- DCL 118
- PGC 42492